# 华人富裕论
华人富裕论，或称华裔富有论和华人有钱论，是政治人物所引用的极具种族主义的政治言论。
在马来西亚，华人富裕论主要是政治人物用来辨护以种族分化为导向的扶弱政策时，误导其他族群以为华裔拥有较多财产，从而对华裔产生负面观点，达到自身的种族政治利益。

## 引用例子

### 马来西亚
2018年6月26日，马来西亚第七任首相马哈迪·莫哈末发表扶弱政策时表示，我国大部分华人都是“有钱人”，政府将继续进行扶弱政策协助国家的大多数马来民族，避免他们和“更富有”的族群如华人产生冲突。马哈迪以自身为例，表示他在英国时看见华人有能力送小孩上英国读书，但马来人却没有能力，表示大马还需要扶弱措施，以缩小贫穷悬殊和避免贫富间的冲突。
2018年10月7日，马哈迪在英国查塔姆研究所发表演讲时，认为种族之间的贫富差距就必须取得平衡。他表示：“当年我国接受中国人和印度人在我国定居和成为公民时，这班有活力的移民，都会寻找好地方，并克服种种困难，最终获得良好生活，进而有种族贫富差距的情况。”“这不是歧视华人，但事实上，我国华人是很富有的，因此，若我们没有减少这种差距，将引起不稳定的局面。”
2019年5月17日，马来西亚教育部长的马智礼马烈在出席高校与学生对话会上捍卫保留大学预科班配额制的决定，他表示若要废除该制度，首先须确保土著获得平等的就业机会。马智礼还说，因为非土著尤其是华裔生家庭比较富裕，有钱负笈海外或在本地私立大学就读。
2020年6月26日，马哈迪在香港《亚洲时报》专访中再抛出“华裔富有”论。马哈迪说，“大马华裔极其富有，他们几乎‘掌控’国内的所有城镇，那并不健康。城市华裔和乡区巫裔之间的差距扩大了城乡之间的不均。” 他指出，自己最大的遗憾是两度任相，却无法解决各族之间的贫富悬殊问题。他说：“不同族群在财富上的巨大差距可能引起民怨，甚至造成紧张和对抗。我们需要做得更多，因为这一切会破坏国家的稳定。”

### 印尼
在印尼，雅加达首长钟万学因在褻瀆《可兰经》引发雅加达十万人抗议钟万学大游行事件中，曾被伊斯兰宗教领袖批评印尼国内人口不到5％的印尼华人掌握眾多財团与財富，却「好像没变得更慷慨、更公平」，「那是最大问题」，还说「国家应確保没把印尼卖给外国人，尤其是中国」，矢言要夺回印尼经济主权，为印尼人討回公道。

## 相关
- 马哈迪·莫哈末
- 马智礼马烈
- 國民陣線
- 钟万学